# Johannes Beutler
Pour les articles homonymes, voir Beutler.
Johannes Beutler, né le 3 octobre 1933 à Hambourg et mort le 6 novembre 2024 à Berlin, est un théologien jésuite allemand, professeur émérite de Nouveau Testament et de théologie fondamentale.

## Biographie
Johannes Beutler naît le 3 octobre 1933 à Hambourg en Allemagne.
Entré dans la Compagnie de Jésus en 1954 et ordonné prêtre en 1963, il a enseigné à la Philosophisch-Theologische Hochschule Sankt Georgen à Francfort-sur-le-Main, à l'université pontificale grégorienne et à l'Institut biblique pontifical à Rome. Il est un des meilleurs spécialistes du quatrième évangile et des épîtres de Jean.
Il a été membre de la Commission biblique pontificale de 1993 à 2001. Il est également membre du Bund Neudeutschland et signataire du mémorandum « Kirche 2011 : Ein notwendiger Aufbruch ».

## Publication
Son seul ouvrage disponible en français est son commentaire de l’Évangile de Jean, également traduit en italien.
- L’Évangile de Jean : commentaire, Paris, Éditions jésuites, 2023